# Wowaka
wowaka（ヲワカ、1987年〈昭和62年〉11月4日 - 2019年〈平成31年〉4月5日）は、日本の作詞家、作曲家、編曲家、ボカロP。ネット発アーティストの先駆けだった。

## 来歴
鹿児島県出身。中学生の時にロックバンドに興味を持ちギターを始め、高校、大学でバンド活動を行う。東京大学在学中には、サークル「東大音感」の部長を務め、バンドのオリジナル曲のために作曲をはじめる。
2008年12月ごろ、初音ミクなどのVOCALOIDを知ったきっかけとなるlivetuneの「Last Night, Good Night」を聴き、曲の良さと、それを一人で作っているということに衝撃を受ける。それまでのバンド活動とは別に、2009年4月より初音ミクを使った音楽製作をはじめた。
2009年5月、ニコニコ動画に初めて発表した曲『グレーゾーンにて。』の動画では、絵が描けないなりに曲のイメージを伝えようとした結果として、VOCALOIDのキャラクターの登場しない自作のモノクロ画像を使用し、以後も作品に一貫性を持たせる意図からキャラクターを使用しないスタイルでの発表を続けた。VOCALOIDのプロデューサー名の「現実逃避P」は、『グレーゾーンにて。』で動画初投稿した際の説明欄に「現実逃避って、いいよね！」と書いたことがきっかけで視聴者から名付けられた。後にwowakaに統一した。
『裏表ラバーズ』や『ローリンガール』などの作品はニコニコ動画の中でも特に大きな人気を集め、自主制作CDのリリースなども行った後、インターネットを中心に活動する音楽家たちによる新レーベルとして2011年3月4日に設立された「BALLOOM（バルーム）」に参加し、同レーベルの第1弾として、2011年5月18日に初の全国流通のアルバム『アンハッピーリフレイン』をリリース。『アンハッピーリフレイン』が米国「Rate Your Music」の『史上最高の日本の音楽アルバム』にて36位となる。
2011年8月24日、アニメ作品『魔法少女まどか☆マギカ』BD/DVD第5巻の第9話に、BD/DVD版のみのエンディングテーマ曲「and I'm home」の作詞/作曲を担当。
2011年より、人前に出るのは苦手だったがロックバンド「ヒトリエ」のリーダー、ボーカル・ギターとして活動を始める。
2014年1月22日、ソニー・ミュージックグループ傘下に自主レーベル「非日常レコーズ」を立ち上げてのメジャーデビュー。
2017年8月22日、約6年ぶりとなるVOCALOID楽曲「アンノウン・マザーグース」を発表。当楽曲は、VOCALOID初音ミクの10周年を記念したコンピレーションアルバム『HATSUNE MIKU 10th Anniversary Album「Re:Start」』のために書き下ろした楽曲である。なお、同年10月23日にはヒトリエによる当楽曲のセルフカバーバージョンを配信している。

### 急死
2019年4月5日、急性心不全により急逝。31歳没。当時は同年3月から開始したヒトリエの全国ツアーの最中で、4月6日には京都、7日には岡山での公演を予定していたが、これらを含めた全公演が中止となった。ニコニコ動画に投稿された『裏表ラバーズ』や遺作となった『アンノウン・マザーグース』などの動画は、追悼のコメントや、『ワールズエンド・ダンスホール』の歌詞である「さよなら、お元気で」のコメントで埋め尽くされた。自身のTwitterの最後の投稿となった、「令和きれいだー。」というツイートにも多くの追悼コメントが寄せられ、当時Twitterのトレンドをwowakaに関連するワードが席巻した。
同年6月1日、全国ツアーファイナルを予定していた新木場STUDIO COASTにて、「wowaka追悼 於 新木場STUDIO COAST」を開催。開演前の会場ロビーに設けられた祭壇ではファンによる献花を受け付け、全国から約3000人が駆け付けた。全国ツアー8公演のチケット購入者が参加でき、約2000人のオーディエンスが集まった。同公演はニコニコ生放送でも生配信が行われた。
2024年5月11日、 wowakaのボカロ曲初投稿から15年、ヒトリエのメジャーデビュー10周年、wowakaの5周忌の節目として、『wowaka歌詞集』がKADOKAWAより刊行。「ｗｏｗａｋａさんと出会えてよかったです」というメッセージを寄せたハチを筆頭に、 親交の深いアーティストからの寄稿文や、未発表楽曲『NOTOK』の歌詞などが収録された。『NOTOK』については、同年9月にヒトリエによる日比谷野音ワンマンで初披露された。
その後の同年11月27日、ヒトリエ8thシングル『NOTOK』を発売。タイトル曲はwowakaが生前に録音したボーカルデータに、他のメンバーが演奏した音源を加えてトラックを完成させた曲となっている。カップリングとして、wowaka作曲の未発表曲「daybreak seeker」、「ワールズエンド・ダンスホール」「テノヒラ」の新録バージョンも収録となり、wowakaが作曲した楽曲4曲が収められた。

## 音楽性
『アンハッピーリフレイン』や『ローリンガール』に代表される、疾走感と十代の女の子の心の揺れ動きを描く世界観が大きな特徴である。また、本人曰く、「テンポが早い曲を好み、言葉をたたみかけるような曲調が特徴」「曲を作るにあたって、いつも主人公の女の子を用意している」と語っていた。ボカロPとしての活動当初は、「VOCALOIDでしか出来ないことをやりたいという意識で曲を作っていたが、後にVOCALOIDの良さを生かすことを意識するようになった」と言う。
ナンバーガール、SPARTA LOCALSから多大な影響を受けており、Twitterにて「初音ミクがおれの母親ならナンバーガールは父親です」と発言していた。

### 音楽性の評価
癖のある高速のビートに乗せて音数を詰め込んだバンドサウンドと共に早口の節回しで難解な歌詞を歌う「裏表ラバーズ」に代表される曲調は、ボーカロイドシーンでも日本のバンドシーンでも、2010年代に一大潮流を築き上げたとされている。さらに、同人音楽やアニソンやキャラソン的な表現が主流だった初期のボカロシーンにおいて、あくまで自己表現としての音楽を貫いていたこと、懊悩する自意識を“自分の中に住まう少女に仮託した”形で歌にしたことも、一線を画す特徴であった。
wowakaの音楽性は、「ボカロっぽさ」を作ったとされ、ボカロシーンのみならず音楽シーンに大きな影響を与えている。
- ハチ(米津玄師)「wowakaさんがボーカロイド界隈に与えた影響は相当なものがあって、彼が『ボカロっぽい』という概念を作り上げたのだと思う。僕も例に漏れずwowakaさんに影響を受けた人間の一人として最大級の敬意を感じてる。とにかく最高」[32]
- ゆーまお「曲を聴いて「ボカロっぽいね」って言われたりもするんですけど、それは順番が逆だったりもするから。この人（wowaka）のメロディがボカロのシーンに影響を与えたわけですからね。「ボカロっぽい」ではなくて、「wowakaっぽい」んですよ。」[33]
- Nem「ジャンル的には全然違う僕ですらwowakaさんを知ってから平均BPM10上がったわって位シーンに影響を与えた人」[34]
- ナユタン星人「wowakaさんの音楽や動画のスタイルというのは、ナユタン星人を構成していく上で不可欠だったくらい、影響を受けました。」[35]

## 作品
ヒトリエとしての作品についてはヒトリエの作品を参照。

### ニコニコ動画・YouTubeにおけるVOCALOID楽曲
- グレーゾーンにて。
- テノヒラ
- ラインアート
- とおせんぼ
- 僕のサイノウ
- 裏表ラバーズ
- ずれていく
- 積み木の人形
- ローリンガール
- ワールズエンド・ダンスホール
- アンハッピーリフレイン
- アンノウン・マザーグース

### 楽曲提供・参加作品

#### CD
- 『EXIT TUNES PRESENTS Supernova』（EXIT TUNES、2009年12月2日発売） 
  - ネットで人気のミュージシャンの楽曲を収録したコンピレーション・アルバム。「ずれていく」を提供。
- 『EXIT TUNES PRESENTS Vocalolegend feat.初音ミク』（EXIT TUNES、2010年1月20日発売）
  - VOCALOIDを用いた楽曲を収録したコンピレーション・アルバム。「裏表ラバーズ」を提供。
- 『EXIT TUNES PRESENTS Supernova 2』（EXIT TUNES、2010年3月3日発売）
  - ネットで人気のミュージシャンの楽曲を収録したコンピレーション・アルバム。「ローリンガール」を提供。
- 『LOiD-02 -postrock- LOiD's MiND』（LOiD、2010年3月17日発売）
  - VOCALOIDプロデューサーのインスト曲を集めたコンピレーション・アルバム。「delayed verb」を提供。同曲は『World 0123456789』収録のomake音源の別アレンジ版。
- 『EXIT TUNES PRESENTS Vocalogenesis feat.初音ミク』（EXIT TUNES、2010年5月19日発売）
  - VOCALOIDを用いた楽曲を収録したコンピレーション・アルバム。「ローリンガール」を提供。
- 『VOCAROCK collection feat. 初音ミク』（FARM RECORDS、2010年7月21日発売） 
  - VOCALOIDを用いたロックを収録したコンピレーション・アルバム。「ワールズエンド・ダンスホール」を提供。
- 『ニコニコ東方見聞録 原曲集』（BinaryMixx Records、2011年1月5日発売）
  - ニコニコミュージカルの公演「ニコニコ東方見聞録」へ提供した楽曲の原曲を収録したコンピレーション・アルバム。「ワールズエンド・ダンスホール」を収録。
- 『Letters to U』（アニプレックス、2011年4月20日発売）
  - LiSAのミニアルバム。「覚醒屋」の作曲・編曲を担当。
- 『「ニコニコ東方見聞録」歌ってみた 〜キャストボーカル集〜』（BinaryMixx Records、2011年4月27日発売）
  - ニコニコミュージカルの公演「ニコニコ東方見聞録」へ提供した楽曲を収録したコンピレーション・アルバム。ぽこた、蛇足、野宮あゆみ、やまだん による「ワールズエンド・ダンスホール」を収録。
- 『SUPER VOCALO BEAT』（ドワンゴ・ミュージックエンタテインメント、2011年6月1日発売）
  - VOCALOID曲をユーロビートにリミックスしたアルバム。「ワールズエンド・ダンスホール」を提供。歌い手は湯毛。
- 『VOCALOID BEST from ニコニコ動画 (あか)』（ソニー・ミュージックダイレクト、2011年6月22日発売）
  - ニコニコ動画でVOCALOIDを用いて発表された曲を集めたベストアルバム。「ワールズエンド・ダンスホール」を提供。
- 『V.I.P Append(Marasy plays Vocaloid Instrumental on Piano)』（ドワンゴ・ミュージックエンタテインメント、2011年7月27日発売）
  - marasyのピアノソロアルバム。「ワールズエンド・ダンスホール」を提供。
- 「antinotice」 /「花弁」（トイズファクトリー、2011年8月17日発売）
  - 秋赤音のシングル。「antinotice」の作詞・作曲を担当。
- 『初音ミク-Project DIVA- extend Complete Collection』（ソニー・ミュージックダイレクト、2011年11月9日発売）
  - ゲームソフト『初音ミク -Project DIVA- extend』の公式コンピレーションアルバム。ゲームに提供した「裏表ラバーズ」、「ローリンガール」を収録。
- 『かえしうた』（dmARTS、2011年11月30日発売）
  - おさむらいさんによるVOCALOID楽曲のアコースティックギターによるソロアレンジカバーを収録したアルバム。「ワールズエンド・ダンスホール」を提供。
- 『MIKUNOPOLIS in LOS ANGELES “はじめまして、初音ミクです”』（セガ、2011年11月30日発売）
  - MIKUNOPOLIS in Los Angelesのライブアルバム[36]。「裏表ラバーズ」と開発中の英語版初音ミクが利用された「ワールズエンド・ダンスホール」を提供[37]。
- 『初音ミク DANCE REMIX Vol.1』（ビクターエンタテインメント、2011年12月7日発売）
  - VOCALOID関連楽曲のダンスリミックスアルバム。「ワールズエンド・ダンスホール」を提供。
- 『LOVER"S"MiLE』（アニプレックス、2012年2月22日発売）
  - LiSAのファースト・アルバム。「EGOiSTiC SHOOTER」の作曲・編曲を担当。
- 『TwinTail・TwinGuiter』（Royal Records、2012年5月9日発売） 
  - 海賊王×[TEST]によるアレンジカバーアルバム。「ローリンガール」を提供。
- 『初音ミク 5thバースデー ベスト〜impacts〜』（ドワンゴ・ミュージックエンタテインメント、2012年8月1日発売） 
  - 初音ミク発売5周年を記念したベストアルバム。「裏表ラバーズ」を提供。
- 『有形世界リコンストラクション』（ポニーキャニオン、2012年10月17日発売）
  - 有形ランペイジのアルバム。「裏表ラバーズ」を提供。
- 『V-box』（dmARTS、2012年10月31日発売） 
  - まらしぃのピアノアルバム。「アンハッピーリフレイン」を提供。
- 『初音ミク -Project DIVA- F Complete Collection』（ソニー・ミュージックダイレクト、2013年3月6日発売） 
  - ゲームソフト『初音ミク -Project DIVA- F』の公式コンピレーションアルバム。ゲームに提供した「アンハッピーリフレイン」、「ワールズエンド・ダンスホール」を収録。
- 『LANDSPACE』（アニプレックス、2013年10月30日発売）
  - LiSAの2枚目のアルバム。「ヒトリワラッテ」の作詞・作曲・編曲を担当。
- 『HATSUNE MIKU 10th Anniversary Album「Re:Start」』（ドワンゴ、2017年8月30日発売）
  - 初音ミク発売10周年を記念したコンピレーション・アルバム&ベストアルバム。「アンノウン・マザーグース」を提供。
- 「愛が地球救うんさ！だってでんぱ組.incはファミリーでしょ」（トイズファクトリー、2020年4月15日発売）※3年前のレコーディング。
  - でんぱ組.incの6thアルバム。メンバー相沢梨紗のソロ曲「アブノーマルQ」の作詞・作曲・編曲を担当。

#### その他
- 『ミクうた、おかわり』（セガ、2010年3月25日発売）
  - ゲームソフト『初音ミク -Project DIVA-』の追加ダウンロードコンテンツ。ゲーム内に使用される曲として「裏表ラバーズ」を提供。
- 『魔法少女まどか☆マギカ』BD/DVD第5巻（アニプレックス、2011年8月24日発売）
  - テレビアニメの映像ソフト。テレビ放送版ではエンディングテーマ曲が用いられなかった第9話での、BD/DVD版のみのエンディングテーマ曲「and I'm home」の作詞作曲を担当[38]。第9話の劇中で死亡した登場人物のキャラクターソングという体裁となっている。
- 『初音ミク -Project DIVA- extend』（セガ、2011年11月10日発売）
  - ゲーム内でプレイできる楽曲として「裏表ラバーズ」、「ローリンガール」を提供。
- 『初音ミク -Project DIVA- f』（セガ、2012年8月30日発売）
  - ゲーム内でプレイできる楽曲として「アンハッピーリフレイン」、「ワールズエンド・ダンスホール」を提供。
- 『初音ミク -Project DIVA- F』（セガ、2013年3月7日発売）
  - ゲーム内でプレイできる楽曲として「アンハッピーリフレイン」、「ワールズエンド・ダンスホール」を提供。
- プロジェクトセカイ カラフルステージ！ feat. 初音ミク
  - ゲーム内でプレイできる楽曲として「裏表ラバーズ」、「ワールズエンド・ダンスホール」、「ローリンガール」、「アンノウン・マザーグース」、「アンハッピーリフレイン」を没後提供。

### 音楽祭
- 『コーチェラ2024』- モハーヴェ・ステージ（2024年4月14日）
  - 初音ミクのステージで「アンノウン・マザーグース」を没後提供[39]。

### 書籍
- 「wowaka 歌詞集」（KADOKAWA、2024年5月11日没後刊行）
  - wowakaが手がけた80曲以上の歌詞を手稿を交えて掲載。友人のハチ（米津玄師）は寄稿文と帯のコメントを提供したほか、じん、田淵智也、ピノキオピー、kemu（堀江晶太）らも寄稿文を寄せた[40]。

### 公式サイト
- ヲワカベヤ - (2009年-2010年のブログ)
- 非日常レコーズ - （旧公式サイト）
- balloom.net | ARTIST WOWAKA - レーベル
- lineblog.me/hitorie
- 日常と非日常 - (2012年 - 2013年のブログ)

### 公式SNS
- wowaka (@wowaka) - X（旧Twitter）
- Wowaka (@wowaka_hitorie) - Instagram
- Wowaka - pixiv（MVに使われているイラストが投稿されている）
- wowaka - ニコニコ動画ユーザーページ
- wowaka - ウェイバックマシン（2009年12月18日アーカイブ分） - ニコニコミュニティ
- ヒトリエ / wowaka - YouTubeチャンネル